# Ulysses Dirckinck-Holmfeld
Johan Daniel Carl Ulysses Dirckinck friherre af Holmfeld (26. januar 1801 i Osnabrück – 22. juli 1877 på Marienhöhe, Düsternbrook ved Kiel) var en dansk diplomat, bror til Constant Dirckinck-Holmfeld.
Han var søn af nederlandsk oberst og flådekaptajn, senere dansk friherre Arnold Christian Leopold von Dirckinck (1763-1828), som 1796 i Christianssand havde ægtet Anna Helene Holm (1776-1809), datter af den
derværende amtmand.
Ulysses Dirckinck-Holmfeld blev 1819 sekondløjtnant i Marinen og premierløjtnant 1824, året efter at han var gået i fransk tjeneste for at uddanne sig yderligere. Efter et kort ophold hjemme gik han i 1828 på ny i fremmed tjeneste, denne gang til Rusland, hvor han udmærkede sig i krigen mod tyrkerne og blev belønnet med Georgskorset, ligesom der gjordes ham meget fordelagtige tilbud, da han i 1830 vendte tilbage til Danmark. Efter sin hjemkomst forlod Dirckinck-Holmfeld imidlertid Marinen og levede som privatmand, indtil han blev amtsforvalter i Pinneberg, en stilling, han officielt beklædte indtil 1853, men faktisk opgav i august 1848, da han trådte ind i diplomatiet.
Fra august til oktober 1848 var Dirckinck-Holmfeld chargé d'affaires ad interim i Haag, hvad han allerede på grund af sine relationer må have været særlig egnet til; dertil kom, at han 26. april 1831 i Hannover havde ægtet en hollandsk dame, baronesse Elisabeth Sirtema van Grovenstein (født 1810 i Demerara i Guyana, død i Wiesbaden 1881). I årene 1849-56 blev Dirckinck-Holmfeld sendt som gesandt i overordentlig mission til Hansestæderne og flere tyske hoffer, ligesom der overdroges ham en sendelse til rigsforstanderen, ærkehertug Johan. Samtidig hermed blev Dirckinck-Holmfeld kammerherre (1849), Kommandør af Dannebrog (1850) og fik Storkorset 1856, nogle måneder førend han blev udnævnt til gesandt i Paris, en post, han imidlertid kun beklædte til begyndelsen af 1860, da han under baron Carl Frederik Blixen-Fineckes kortvarige styrelse blev stillet til disposition. I slutningen af 1862 blev Dirckinck-Holmfeld, samtidig med at han udnævntes til gehejmekonferensråd, på ny kaldet til diplomatisk virksomhed og sendtes som gesandt til Frankfurt am Main, hvor han blev Danmarks sidste repræsentant. Han udelukkedes fra Forbundsdagen 28. november 1863, og hermed var hans statstjeneste forbi. Efter at være blevet entlediget i 1864 henlevede han sine sidste år på Marienhöhe ved Kiel, hvor han døde 22. juli 1877. Dirckinck-Holmfeld var en dygtig diplomat, hvad hans depecher vidner om; i politisk henseende hørte han til helstatspartiet.
Han er begravet i Kiel. Der findes et litografi udført af Lecler i Paris 1829.